# Chiesa di San Nicola (Moscopoli)
La chiesa di San Nicola (albanese: Kisha e Shën Kollit, greco: Ναός Αγίου Νικολάου) è una chiesa ortodossa di Moscopoli, in Albania, eretta nel 1721.

## Storia e descrizione
L'edificio ha forma basilicale con un naos coperto da una cupola, un nartece e un chiostro. L'interno è interamente affrescato da circa un migliaio di immagini dipinte da David Selenica e dai suoi aiutanti Kostandin e Kristo. L'arte di Selenica si distingue per una profonda conoscenza teologica e per la natura realistica, come testimoniato dal ritratto del donatore degli affreschi terminato nel 1726 (come confermato da una spedizione archeologica nel 1953). 24 anni dopo, nel 1750, la parete dell'esonartece venne affrescata dai fratelli Costantino ed Atanasio Zografi.
Rientra nei Monumenti culturali religiosi dell'Albania dal 1948.